# Phoenix Wright: Ace Attorney
Pour les articles homonymes, voir Phoenix et Wright.
Phoenix Wright: Ace Attorney (逆転裁判 蘇る逆転, Gyakuten Saiban : Yomigaeru Gyakuten) est un jeu vidéo développé et édité par l'entreprise japonaise Capcom. Il est d'abord sorti sur Game Boy Advance en 2001 au Japon. Le jeu est porté sur Nintendo DS en 2005 au Japon puis en 2006 en Occident. Malgré la construction assez inhabituelle du jeu pour l'Occident, cette version rencontre un succès critique et commercial.
Le joueur y incarne un avocat débutant, Phoenix Wright, au cours de quatre affaires, dans lesquelles il devra prouver l'innocence de ses clients à force de preuves et de contre-interrogatoires. La version Nintendo DS ajoute un cinquième chapitre.
Le jeu est par la suite réédité sur Windows en 2005, téléphone mobile en 2007, et WiiWare en 2009/2010. Le jeu est sorti sur iPhone et iPod Touch en 2010, puis a été remastérisé en haute définition et rendu disponible en France le 30 mai 2013 dans l'App Store et le 9 avril 2019 sur Switch, PlayStation 4, Xbox One et Steam en tant que premier volet de la Trilogie.
Une adaptation en série d'animation a aussi débuté au Japon en avril 2016.

## Système de jeu
Le jeu est présenté sous forme de jeu d'aventure textuel. Sur Nintendo DS, la navigation dans les menus se fait à l'aide de l'écran tactile et des classiques croix et boutons. Chaque cas comporte deux phases distinctes : les phases d'enquête, et les phases de procès ; chaque nouveau jour du chapitre comportant chacune d'entre elles une fois. Lors des premières, Phoenix doit explorer les lieux du crime à la recherche d'indices et d'informations pour étoffer le dossier de l'affaire - il peut alors se déplacer dans les différents endroits, les examiner, parler et présenter des objets aux personnes présentes sur les lieux. Il devra ensuite réutiliser ces preuves lors des phases de procès, afin d'exposer les contradictions et les mensonges des différents témoins pour innocenter son client. Attention toutefois à ne pas s'emporter : si le joueur présente un indice au mauvais moment, il sera réprimandé par le juge car sa crédibilité sera entachée.
En effet, le joueur possède une sorte de jauge de crédibilité ; il peut se tromper quatre fois dans ses choix, mais à la cinquième erreur, le juge pensera en avoir assez entendu et déclarera le client coupable. Si c'est le cas, le joueur recommencera la partie au dernier point de sauvegarde, celui-ci pouvant être au début du chapitre, ou au début d'un des jours du chapitre (lorsque cela a été proposé au joueur), ou bien n'importe où dans le chapitre, puisque l'on peut sauvegarder à tout moment.
Au cours du jeu, chaque détail, chaque preuve observée, chaque information délivrée par un protagoniste ou même chaque jeu de mots peut avoir son importance dans la suite des événements ; car il ne s’agit pas seulement de comprendre le déroulement des faits mais aussi et surtout de pouvoir le prouver à la cour. Il existe des phases annexes aux contre-interrogatoires, des phases de démonstrations, où le joueur est invité à présenter des preuves pour pouvoir appuyer ses affirmations. La plupart du temps, il s’agit de présenter des preuves matérielles. Pourtant, il arrive parfois que le juge ou bien le procureur demande de montrer un élément précis dans une photographie, sur un plan des lieux du crime, sur un schéma, un dessin, ou bien encore une vidéo (seulement dans la cinquième affaire du premier opus). En cas d’erreur, l’avocat de la défense est sanctionné de la même manière que durant les contre-interrogatoires.
Ces phases de démonstrations forcent le joueur à réfléchir, à rester attentif à tout ce qui se passe à l’écran et à mettre les pièces à conviction en relation, mais aussi parce qu’elles demeurent très variées et bien souvent originales. Toutefois, elles prennent tout de suite une autre dimension à la suite d’un retournement de situation scénaristique (ces derniers étant nombreux, environ dix par procès).
Le joueur doit alors refaire toutes les démonstrations à l’envers, le point de vue sur la situation ayant, bien entendu, été bouleversé. Par exemple, si on se rend compte que le témoin voyait la scène du crime via un miroir, il faudra reprendre ses affirmations précédentes tout en prenant garde à ne pas entrer en contradiction avec ce qui a été antérieurement prouvé. (Par exemple: la confusion entre droitier/gaucher ou l’écriture inversée dans ce cas)
Enfin, dernier élément propre à la série, il est possible lors de la phase d’enquête de présenter toutes sortes de preuves ou de profils aux protagonistes rencontrés. Ces derniers sont alors susceptibles de fournir des informations capitales, des dialogues facultatifs dont le rôle est de développer un peu plus la psychologie des personnages voire la trame scénaristique, ou bien encore de s’adonner à un passage humoristique. Sur Nintendo DS, il est possible de crier « Objection ! » (« Igiari ! » en japonais), dans le micro durant les procès, mais aussi « Un instant ! » (« Matta ! » en japonais) pour questionner un témoin, ou encore « Prends ça ! » (« Kurae ! » en japonais), lorsque le juge demande des preuves de ce que le joueur avance.

## Résumé de l'histoire par chapitre
Le scénario est constitué de quatre (cinq pour la version DS) affaires criminelles où l'on incarne le jeune avocat Phoenix Wright, nouvelle recrue du cabinet Fey & Co :
1. « La première volte-face » (はじめての逆転, Hajimete no Gyakuten?)
2. « La volte-face des sœurs » (逆転姉妹, Gyakuten Shimai?)
3. « La volte-face du Samouraï » (逆転のトノサマン, Gyakuten no Tonosaman?)
4. « Adieux et volte-face » (逆転、そしてサヨナラ, Gyakuten, Soshite Sayonara?)
5. « Phoenix renaît de ses cendres » (蘇る逆転, Yomigaeru Gyakuten?), épisode inédit depuis le portage sur Nintendo DS

### La première volte-face
Phoenix Wright est un avocat débutant qui fait ses premiers pas dans une salle d'audience. Pour cette première affaire, il devra défendre son vieil ami Paul Defès, accusé d'avoir tué sa petite amie Cindy Stone. Il sera aidé de son mentor, Mia Fey.
Ce court épisode sert de didacticiel. Le joueur peut ainsi découvrir les mécaniques complexes du jeu. Il n'y a qu'une seule phase de procès et aucune d'investigation. Paul Defès est un personnage récurrent de la série, étant donné qu'il réapparaîtra plusieurs fois dans cet opus et également dans Trials and Tribulations. C'est également dans cet épisode qu'apparaît Victor Boulay, traditionnellement le premier procureur que doit affronter le héros dans chaque opus.

### La volte-face des sœurs
Mia Fey, mentor de Phoenix, est retrouvée morte dans son cabinet d'avocat. Sa sœur cadette Maya, retrouvée sur le lieu du crime, est accusée du meurtre. C'est à Phoenix que revient la charge de venger la mémoire de son mentor, de sauver sa sœur, et de démasquer le coupable.
Cet épisode fait apparaître des personnages qui reviendront souvent dans les épisodes à suivre, à savoir : la médium Maya Fey, l'inspecteur Dick Tektiv, le procureur Benjamin Hunter et l'avocat Samuel Rosenberg.

### La volte-face du Samouraï
Phoenix, maintenant assisté de Maya, doit défendre l'acteur principal de la série pour enfant “Le Samouraï d'Acier”, Gustavo Lonté. Celui-ci est suspecté d'avoir tué l'acteur incarnant son ennemi juré dans la série, le Juge Sans-Cœur. Mais pour y parvenir, il va devoir percer les mystères de Global Studios, où tout le monde semble avoir quelque chose à cacher.
L'accusé de l'affaire, Gustavo Lonté, sera présent dans la dernière affaire de Justice for All.
Le témoin Flavie Eïchouette, responsable de la sécurité senior, apparaîtra dans Justice for All, dans Ace Attorney Investigations: Miles Edgeworth, et sera évoquée dans Trials and Tribulations.

### Adieux et volte-face
Benjamin Hunter, procureur faisant face à Phoenix Wright dans les deux précédentes affaires, se retrouve à son tour sur le banc des accusés lorsqu'il est soupçonné d'avoir assassiné un avocat, Jean Durand, dans une barque au beau milieu d'un lac le soir de Noël. Toutes les preuves l'accablent, et pour le sauver Phoenix devra faire preuve d'une volonté inouïe, redoubler d'ingéniosité et rouvrir un dossier jamais élucidé vieux de quinze ans : l'obscure affaire DL-6. Il sera opposé au procureur Manfred Von Karma, mentor de Benjamin Hunter, qui n'a jamais perdu un seul procès en quarante ans de carrière.
Grâce à cette affaire, on peut situer en quelle année se déroule le jeu. En effet, le dossier de l'affaire DL-6, vieux de quinze ans, est daté de 2001. On peut donc affirmer que la saga Phoenix Wright débute en 2016, s'arrête en 2019 avec Trials and Tribulations, et c'est en 2026 qu'Apollo Justice gagne ses galons d'avocat.

### Phoenix renaît de ses cendres
Lana Skye, procureur général, est accusée d'avoir tué l'inspecteur Éric Lebon, meurtre qu'elle reconnaît avoir commis. Persuadée qu'elle ment, Ema Skye, la jeune sœur de l'accusée (et apprentie policière scientifique), requiert les services de Phoenix Wright afin de la défendre, dans une enquête qui pourrait bien réveiller de vieux secrets cachés dans les archives du Commissariat.
Dans cet épisode, l'interface a été améliorée ; par exemple les pièces à conviction sont présentées en 3D. C'est d'ailleurs cette interface qui servira au quatrième opus d'Ace Attorney : Apollo Justice: Ace Attorney.
Ema Skye fait ici sa première apparition. On la retrouvera, deux ans plus tard alors qu'elle est encore étudiante, dans Ace Attorney Investigations: Miles Edgeworth, puis sept ans plus tard, dans Apollo Justice: Ace Attorney.

## Musique
La bande son de Phoenix Wright: Ace Attorney a été composée par Masakazu Sugimori pour la version GBA.
Sur la version Nintendo DS, les musiques ont été réarrangées par Naoto Tanaka, qui a également composé des musiques inédites pour la cinquième affaire.

## Humour
- Dans la version anglaise, le Samouraï d'Acier (qui apparaît dans la 3e affaire) a pour devise « For Great Justice ». Il s'agit d'une référence au jeu Zero Wing sur Mega Drive. Ce dernier a eu une traduction excessivement mauvaise, et la séquence d'introduction américaine a connu une grande popularité sur Internet grâce aux textes très mal traduits avec de nombreuses fautes de grammaire, ainsi cette « perle de traduction » a rendu célèbres sur la Toile les expressions « All your base are belong to us » ou « For Great Justice ».
- Un gag récurrent dans tous les jeux de cette série concerne les échelles et les escabeaux : Maya les confond toujours et demande, à chaque fois, la différence entre échelle et escabeau à Phoenix. Dans le chapitre Phoenix renaît de ses cendres, il apparaît qu'Ema Skye (qui remplace Maya dans ce chapitre) les confond également. Ce gag récurrent se retrouvera aussi par la suite dans les épisodes d'Apollo Justice et de Benjamin Hunter. Cette récurrence fait qu'un succès à débloquer dans le jeu Phoenix Wright: Ace Attorney Trilogy nécessite d'avoir assisté à toutes les conversations entre échelles et escabeaux au cours des trois volets.
- La plupart des noms des personnages sont des jeux de mots dans les épisodes de la série.

## Adaptation
Dans la version française, la traduction délocalise le lieu de l'action en France dans les dialogues, et les panneaux ainsi que les écrits de signalisation principaux des scènes lors des phases d'enquêtes sont traduits. Mais plusieurs aspects visuels trahissent le fait que le jeu se passe bien au Japon à l'origine (sur certaines tenues de personnages par exemple).

## Accueil
Le jeu a reçu des notes favorables, avec un score global de 81/100 sur Metacritic et 82,5 % sur GameRankings :
- Adventure Gamers : 4,5/5 (DS)[2]
- GameSpot : 8,8/10 (DS)[3]
- Jeuxvideo.com : 17/20 (DS)[4] - 13/20 (Wii)[5] - 16/20 (iOS)[6]

Le jeu a été classé 178e dans la liste des 200 meilleurs jeux vidéo de tous les temps dans le magazine américain Game Informer. Destructoid l'a nommé 48e meilleur jeu vidéo de sa décennie, déclarant : « Avec ses personnages incroyablement mémorables et son gameplay aventure/salle de tribunal addictif, Phoenix Wright : Ace Attorney est facilement un des jeux les plus uniques et surprenants de la décennie dernière ».

## Dans la culture populaire
- Les poses des principaux personnages de cet épisode sont imitées dans l'épisode 8 de l'anime La mélancolie de Haruhi Suzumiya.
- Une parodie des procès de la série Ace Attorney, notamment du célèbre « Igiari ! » (« Objection ! » en japonais), est réalisée dans l'épisode 3 de l'anime No Game No Life.

## Compilation
Le 17 avril 2014 une compilation intitulée Gyakuten Saiban 123 Naruhodou Selection regroupant Phoenix Wright: Ace Attorney, Phoenix Wright: Ace Attorney - Justice for All et Phoenix Wright: Ace Attorney - Trials and Tribulations sort sur Nintendo 3DS au Japon. Cette version se rapproche de la version iOS et propose des graphismes remaniés en haute définition, un rendu 3D et des musiques réarrangées. Cette compilation est sortie le 9 décembre 2014 en Amérique du Nord et le 11 décembre 2014 en Europe mais uniquement sur l'eShop de Nintendo et en anglais sous le nom Phoenix Wright: Ace Attorney Trilogy. Il est en outre possible d'accéder à la version japonaise du jeu, mais il est néanmoins impossible conserver les voix japonaises sans que les textes ne passent eux aussi en japonais.
À l'occasion de la sortie du jeu quatre éditions collector ont été commercialisées au Japon dont deux exclusivement sur le site de vente e-capcom.
La Normal Version comprend :
- Un pendentif sélectionné aléatoirement parmi 3 modèles
- Un code de téléchargement pour un fond d'écran
- Un exemplaire du jeu

La Limited Edition comprend :
- Un pendentif sélectionné aléatoirement parmi 3 modèles
- Un code de téléchargement pour un fond d'écran
- Un CD audio d'un drama basé sur les personnages de la série
- Un exemplaire du jeu

La e-capcom Normal Version comprend :
- Un pendentif sélectionné aléatoirement parmi 3 modèles
- Un code de téléchargement pour un fond d'écran
- Un fanbook officiel
- Un exemplaire du jeu

La e-capcom Limited Edition comprend :
- Un pendentif sélectionné aléatoirement parmi 3 modèles
- Un code de téléchargement pour un fond d'écran
- Un fanbook officiel
- Un CD audio d'un drama basé sur les personnages de la série
- Un exemplaire du jeu

Le 22 septembre 2018, il est annoncé la sortie de la trilogie sur les consoles Xbox One, PlayStation 4 et Nintendo Switch : ce portage sort le 9 avril 2019.